# Frieda von Bülow

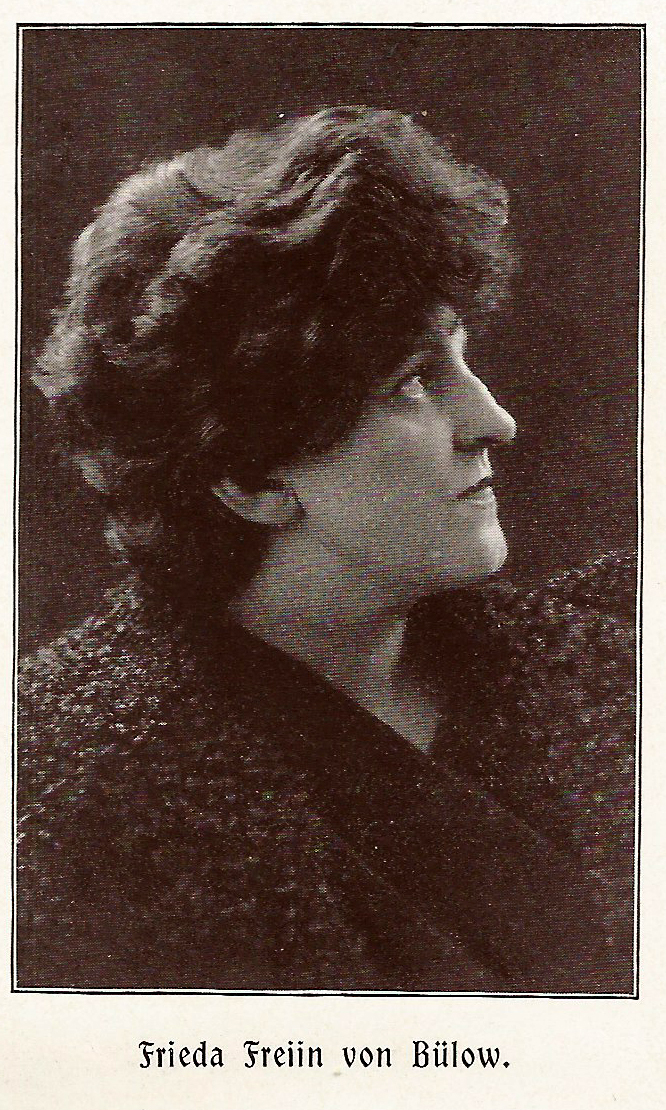
Frieda von Bülow, etwa 1902

Frieda Sophie Luise Freiin von Bülow (* 12. Oktober 1857 in Berlin; † 12. März 1909 auf Schloss Dornburg/Saale) war eine deutsche Schriftstellerin, Afrikareisende, Anhängerin des Kolonialgedankens und Begründerin des deutschen Kolonialromans.

## Leben
Frieda von Bülow entstammte dem Adelsgeschlecht Bülow und verlebte die ersten Kindheitsjahre in Smyrna (Osmanisches Reich). Dort war ihr Vater Hugo von Bülow (13. Mai 1821–26. Januar 1869) preußischer Konsul. Sie wurde im Kaiserswerther Diakonissenhaus von Smyrna eingeschult. Die Familie lebte mit dem Vater bis 1865 in Smyrna, danach übersiedelte die Mutter Klothilde Luise Henriette, geborene von Münchhausen (5. Dezember 1832–27. März 1891), auf das ihr aus der Kindheit vertraute Rittergut der Familie in Ingersleben bei Neudietendorf in Thüringen, wo Frieda mit der Großmutter und vier Geschwistern aufwachsen sollte. Konsul von Bülow kam dort 1867 zu Besuch, kehrte aber wieder nach Smyrna zurück, wo er bald darauf erkrankte und starb.
Ein besonders enges Verhältnis hatte Frieda von Bülow zu ihrer jüngeren Schwester Margarethe von Bülow. Die Schwestern verbrachten nach dem Schulbesuch in Neudietendorf bei der dortigen Herrnhuter Brüdergemeine auch ab 1876 ein Schuljahr in England. 1881 zogen die Schwestern nach Berlin, wo Margarethe 1884 bei dem Versuch ertrank, einen im Eis eingebrochenen Jungen zu retten. Margarethes schriftstellerischer Nachlass wurde erst postum veröffentlicht.
Bald nach diesem Schicksalsschlag gründete Frieda als begeisterte Anhängerin der Kolonialidee den Frauenverein für Krankenpflege in den Kolonien. Als Vorstandsmitglied der Deutsch-Ostafrikanischen Evangelischen Missionsgesellschaft machte sie sich bereits 1886 um die Errichtung eines Missionskrankenhauses in Dunda am Kigan stark. Um Krankenpflegestationen einzurichten, reiste sie zu ihrem Bruder Albrecht von Bülow nach Sansibar und Deutsch-Ostafrika, wo sie von 1885 bis 1889 lebte. Dort lernte sie Carl Peters kennen, mit dem sie jahrelang zusammenarbeitete und in den sie sich unglücklich verliebte. Den Flirt mit Peters, der zu den grausamsten deutschen Kolonialpionieren gehörte und später nicht grundlos zum Kolonialheld der Nationalsozialisten wurde, stellt sie in ihrem Roman Im Lande der Verheißung (1899) dar. Im Oktober 1886 gründete sie den Deutschnationalen Frauenbund. Sie organisierte Wohltätigkeitsveranstaltungen zugunsten von Krankenstationen in Ostafrika. Ihr als extravagant empfundener Lebensstil brachte von Bülow jedoch auch Kritik ein, da ihr Auftreten in vorwiegend männlichen Gesellschaftskreisen nicht in das damalige Bild einer Krankenschwester passte. 1888 entließ sie der Deutschnationale Frauenbund aus dem Vorstand. 1889 aufgrund einer Malaria nach Berlin zurückgekehrt, begann die schriftstellerische Tätigkeit von Frieda von Bülow mit zahlreichen Romanen und Novellen, in denen sie den thematischen Schwerpunkt auf Ostafrika und das dortige Kolonialleben legte. Ihr Versuch, 1893/94 die Plantagen ihres 1892 am Kilimandscharo gefallenen Bruders Albrecht von Bülow in Deutsch-Ostafrika zu verwalten, misslang. Seitdem lebte sie wieder in Deutschland, ihre beiden letzten Lebensjahre verbrachte sie gemeinsam mit ihrer Schwester Sophie auf Schloss Dornburg in Thüringen. Frieda von Bülow erlag 1909 einem Krebsleiden.

### Freundschaften
Frieda von Bülow war mit der „femme de lettre“ Lou Andreas-Salomé befreundet, die sie im Frühjahr 1897 von Berlin aus in München besuchte. 1904 hatte Bülow eine kurze Affäre mit der von ihr geschätzten Schriftstellerin Toni Schwabe. Zu von Bülows Freunden und Bewunderern gehörte auch Rainer Maria Rilke, der urteilte, dass Frieda von Bülow sich immer zum Großen verpflichtet hielt.

### Ehrung
- Auf Frieda und Margarethe von Bülow geht die Namensgebung „von-Bülow-Gymnasium“ in Neudietendorf im Jahre 1997 zurück.[6]

## Werke
- Reiseskizzen und Tagebuchblätter aus Deutsch-Ostafrika (1889)
- Am anderen Ende der Welt (Roman, 1890)
- Der Konsul. Vaterländischer Roman aus unseren Tagen (1891)
- Deutsch-Ostafrikanische Novellen. (Berlin 1892)
- Ludwig von Rosen. Eine Erzählung aus zwei Welten. (Berlin 1892)
- Margarethe und Ludwig. (Roman, Berlin 1892)
- Tropenkoller. Episode aus dem deutschen Kolonialleben. Berlin 1896. (Digitalisat der Stanford University, 4. Aufl. 1911; PDF; 18,99 MB)
- Einsame Frauen (Novellen, 1897)
- Kara (Roman, 1897)
- Anna Stern (Roman, 1898)
- Wir von heute (Zwei Erzählungen, 1898)
- Im Lande der Verheissung. Ein deutscher Kolonial-Roman. (Dresden 1899)
- Abendkinder (Roman, 1900)
- Im Hexenring. Eine Sommergeschichte vom Lande. (Roman, J. Engelhorn Stuttgart 1901)
- Hüter der Schwelle (Roman, 1902)
- Die stilisierte Frau. Sie und er (Zwei Novellen, 1902)
- Allein ich will! (Roman, 1903)
- Im Zeichen der Ernte. Italienisches Landleben von heute. (Roman, 1904)
- Irdische Liebe. Eine Alltagsgeschichte (Roman, 1905)
- Die Tochter (Roman, 1906)
- Das Portugiesenschloss. Erzählung von der ostafrikanischen Küste (1907)
- Freie Liebe (Novelle, 1909)
- Die Schwestern. Geschichte einer Mädchenjugend. (Roman, Dresden 1909)
- Frauentreue. (Roman, Dresden 1910)